# Арій
Арій (дав.-гр. Ἄρειος, лат. Arius; бл. 256, Птолемаїда — 336, Константинополь) — ранньохристиянський пресвітер, філософ і аскет родом з Киренаїки. Відомий завдяки проповідуванню доктрини аріанства — течії в християнстві, визнаною єрессю та засудженої на Першому Нікейському соборі 325 року. Діяльність та погляди Арія спричинили так звану «аріанську суперечку», що мала значний вплив на подальший розвиток церкви та затвердження християнської догматики.
Провідна ідея аріанства полягала в антитринітаризмі — запереченні єдиносутності Святої Трійці. На думку Арія, Ісус Христос є не Бог, а найдосконаліше створіння Боже, що володіє перевагою над іншими створеними істотами та має найвище достоїнство після Бога-Отця. Найвизначнішим опонентом цієї думки був александрійський патріарх Александр, за ініціативи якого Арія було піддано анафемі, вигнано з міста та засуджено на Нікейському соборі. Арій помер 336 року, у віці 80 років, напередодні його урочистого повернення у лоно Церкви.

## Біографія
Багато аспектів з життя та вчень Арія залишаються нез'ясованими, оскільки його праці знищувалися ще за його життя за ініціативи опонентів. Основними джерелами про життя й діяльність Арія, окрім фрагментів його власних творів, є праці Афанасія Великого, Єпіфанія Кіпрського, істориків Церкви Сократа Схоластика, Созомена та Феодорита Кирського.
Народився Арій в римській провінції Киренаїка на території теперішньої Лівії. Його батька звали Аммоній. Виховання отримав під керівництвом Лукіана Антіохійського та близько 300 року став пресвітером Александрійської Церкви. У 311 році Арій був відлучений від церкви архієпископом Петром Александрійським за підтримку «Мелетіанського розколу» — Арій наполягав на «святості Церкви» й засуджував єпископа Петра за поблажливість до «занепалих» під час переслідувань. Мученицька смерть Петра Александрійського під час Великого гоніння тимчасово примирила Арія з церквою, тому після каяття перед новим єпископом Ахіллом Арій знов отримав пресвітерство.
Арій у середовищі пресвітерів був величиною 1-го рангу. Вчений-діалектик, красномовний проповідник, високого зросту худорлявий дідусь у аскетично простому одязі, чинного і суворого поводження (навіть вороги не склали про нього нічого поганого), він був кумиром багатьох своїх парафіян, особливо жінок, точніше — діаконіс і дів, що представляли собою численну організацію. По смерті єпископа Ахілла його кандидатура на кафедру Александрійського єпископа була однією з перших. І, здається, виборчі голоси мало не порівну розділилися між ним і Олександром. Аріянський історик Філосторгій каже, що Арій великодушно відмовився від честі на користь Олександра. Але, на думку православних істориків Феодорита, Єпифанія Кіпрського, які визнають джерелом особливої неприхильності Арія до Олександра і його єретичної завзятості, — біль його честолюбства від невдалої конкуренції з Олександром.
Твори Арія були знищені і дійшли до нас у фрагментах. Його «Θάλια» («Бенкет») являє собою захист його навчання в напів-поетичній, напів-прозовій формі; за винятком декількох фрагментів у творах Афанасія Великого, воно не дійшло до нас. Збереглися листи Арія до Євсевія Нікомедійського та Олександра Олександрійського († 17 квітня 326 року). Головними джерелами відомостей про нього служать, крім фрагментів його власних творів, твори Афанасія, 68 і 69 глави, твори Єпифанія про єресі, церковні історії Сократа, Созомена, Феодорита і Філосторгія.